# 겨울 여행 (영화)
《겨울 여행》(Sotto Falso Nome, Strange Crime)은 이탈리아에서 제작된 로베르토 안도 감독의 2004년 드라마, 미스터리, 멜로/로맨스, 스릴러 영화이다. 다니엘 오떼유 등이 주연으로 출연하였고 파브리지오 치에사 등이 제작에 참여하였다.

## 출연

### 주연
- 다니엘 오떼유
- 그레타 스카치
- 아나 무글라리스
- 지오르지오 루파노
- 마그데레나 미엘카즈
- 마셀 론데일

### 조연
- 세르지 멜린

## 기타
- Line PD: 아르테미오 벤키
- 미술: 안드레아 크리산티
- 배역: 줄리엣 메나저